# Garden City, Texas
Garden City är administrativ huvudort i Glasscock County i Texas. Orten har fått sitt namn efter postmästaren William Gardner. Namnet Gardner blev i misstag "Garden" när postkontoret registrerades. Enligt 2020 års folkräkning hade Garden City 334 invånare.